# کیرالسا
کیرالسا (به لاتین: Kiralessa) یک منطقهٔ مسکونی در سری‌لانکا است که در استان مرکزی (سری‌لانکا) واقع شده‌است.